# Dicotyles
Dicotyles (лат.) — род парнокопытных млекопитающих из семейства пекариевых. Таксономическая история рода достаточно запутана, и на протяжении длительного времени он был известен как Pecari. В исследовании, опубликованном в 2020 году, было заключено, что название Dicotyles имеет приоритет над Pecari, признанным в нём младшим синонимом первого.
По всей видимости, род включает только один современный вид — ошейниковый пекари, а также типовой вид — Dicotyles torquatus (вымер). В 2007 году было предложено выделить гигантского пекари как отдельный вид, но в настоящее время статус последнего ставится под сомнение. МСОП считает его синонимом ошейникового пекари.